# Callidula posticalis
Callidula posticalis is een vlinder uit de familie van de Callidulidae. De wetenschappelijke naam van de soort is voor het eerst geldig gepubliceerd in 1831 door Guérin-Meneville.